# Deontología (ética)

Immanuel Kant, uno de los principales pensadores de la deontología, desarrolló la ética kantiana.

La deontología (del griego δέον, -οντος déon, -ontos 'obligación', 'deber' y -logía 'conocimiento', 'estudio') es la rama de la ética que trata de los deberes, especialmente de los que rigen actividades profesionales, así como el conjunto de deberes relacionados con el ejercicio de una profesión. A su vez, es parte de la filosofía moral dedicada al estudio de las obligaciones o deberes morales.
La deontología también es la teoría en ética normativa según la cual existen ciertas acciones que se deben realizar, y otras que no se deben realizar, más allá de las consecuencias positivas o negativas que puedan traer. Es decir, hay ciertos deberes que se deben cumplir más allá de sus consecuencias. Para la deontología, las acciones tienen un valor en sí mismas, independientemente de la cantidad de bien que puedan producir. De acuerdo con la convicción de que hay acciones buenas o malas en sí mismas, se sigue el deber de realizarlas o de evitarlas. Una acción puede ser moralmente correcta, aunque no produzca la mayor cantidad de bien, porque es justa por sí misma. Sin embargo, las éticas deontológicas se vuelven cada vez más sensibles a la necesidad de considerar las consecuencias globales de las acciones. Si, por ejemplo, mediante una mentira se puede salvar una vida humana, un ético deontológico puede reconocer una ponderación de los resultados de la acción. No obstante, en estos casos, se tienen en cuenta las consecuencias de la acción y no el valor propio de la acción, con lo cual parecería que quedaría suspendida la deontología; aunque, en realidad, éticos deontológicos como el propio Kant consideran también que, aunque no es lícito realizar determinadas acciones (como mentir, en el caso de Kant), sí es posible para lograr un fin mayor el engañar en una situación, por ejemplo, si esta así lo requiere (en este ejemplo, diciendo algo que no sea una mentira directa, como una "media verdad", para lograr el mencionado fin, dejando que sea el otro quien se engañe en este caso salvando así dicha vida).
Los deontólogos son aquellos que consideran correcta una situación en la que más gente sea fiel a sus convicciones, pero a la vez tiene que juzgar correcto hacer algo que irremisiblemente ocasionará que más personas actúen incorrectamente.
Las éticas que pertenecen a este grupo se desarrollan a partir de un postulado humanista antropocéntrico; con esto postulan una moral humanista, ilustrada, que actúa sobre la política y el derecho. Esto orienta, presiona y critica; con la finalidad de fomentar una sociedad libre, democrática y abierta.
Existen dos principales tipos de deontología:
- Deontología aplicada: nos habla de los deberes de la vida cotidiana, si se debe hacer o no lo correcto en alguna situación.
- Deontología prescriptiva: determina el comportamiento con base en las reglas planteadas o necesarias para la convivencia.

El término fue acuñado por Jeremy Bentham, en su obra Deontología o ciencia de la moral, donde la define como la rama del arte y de la ciencia que tiene como objetivo actuar de forma recta y apropiada, se refiere a la exposición de «lo que es correcto» y «lo que debería ser». Bentham también considera que la base de este término se sustenta en los principios de libertad y utilitarismo. Por su parte, Rosmini establece la deontología no del ser, sino del deber-ser, es decir, lo que se debe de ser para poder considerarse perfectos.
El término surge en el siglo XIX como una nueva forma de llamar a la ética, sin embargo, conforme fue pasando el tiempo se le tomó como la ética aplicada a la profesión específicamente. Todas las profesiones u oficios pueden contar con su propia deontología que indique cuál es el deber de cada individuo, es por ello que algunas de ellas han desarrollado su propio código deontológico.
Las normas deontológicas son incomprensibles sin la referencia al contexto o grupo social en el que son obligatorias. La obligación se circunscribe a ese grupo, fuera del cual pierden la obligatoriedad. Bajo el ojo deontológico se considerará correcta una situación en la cual las personas estén siguiendo sus convicciones, pero al mismo tiempo tiene que analizar si lo que hará provocará que más gente tome decisiones incorrectas (hipócritas).

Entre los éticos deontólogos cabe destacar a Immanuel Kant, William David Ross y Frances Kamm. De acuerdo a Sebastián Kaufmann, uno de los principios más importantes de la ética normativa es el imperativo categórico propuesto por Immanuel Kant:
«Obra sólo según aquella máxima por la cual puedas querer que al mismo tiempo se convierta en ley universal. Obra como si la máxima de tu acción pudiera convertirse por tu voluntad en una ley universal de la naturaleza» (AA IV:421).
Para dicho imperativo una acción es moralmente buena cuando se funde en un principio con cualidades de ser universalizado. Podemos tomar como ejemplo la acción de mentir, esta actitud es generalmente inmoral pues si todos mintieran la confianza general dentro de las sociedades se arruinaría y por consecuencia no es una máxima universalizable.

## Origen y desarrollo del concepto
La primera alusión al término deontología la hizo Bentham en su obra Science de la Morale (París, 1832). Con ella quería dotar de su enfoque utilitarista al concepto ética. Ya Immanuel Kant previamente (y antes Baruch Spinoza), aunque desde otra perspectiva totalmente diferente, había separado la fe religiosa y la doctrina religiosa del debate filosófico y ético ("Crítica de la Razón Práctica" en 1788 y "Fundamentación de la Metafísica de las Costumbres" en 1785). El debate moderno se imponía, y la ética dejaba de ser un asunto religioso o confesional, para pasar al ámbito de la razón sustancial.
Con Bentham retornamos otra vez a la "racionalidad instrumental", y al debate pequeño no ontológico.
En "Deontología o ciencia de la moral" en el utilitarismo, busca crear una normativa del cálculo meramente instrumental (opuesto a la racionalidad sustancial), con un mecanicismo casi matemático con el que valorar los comportamientos por su utilidad. Ignorando el mundo de las ciencias naturales y exactas, o sea el mundo de las leyes de Newton y su mecánica. Kant ejerció como físico antes que filósofo, y siempre le dio gran importancia a la defensa de la mecánica newtoniana. Pero también es el primero que separa discursivamente, aunque dentro de un mismo sistema filosófico, estas dos esferas cognitivas (Spinoza tampoco lo hacía). Si no hay libertad no hay ética, y si hay sólo leyes físicas necesarias (como en la naturaleza), pues no hay libertad humana posible, sino mera mecánica. De ahí la importancia del sujeto, pero no como mero individuo, sino como el fundamento universal trascendental. Kant pensó que las acciones humanas son intencionales, por lo que propone que las acciones están basadas en la voluntad. Su visión es que a diferencia de los animales (voluntades no racionales) la voluntad racional actúa de acuerdo a principios. El hecho de que el hombre pueda actuar de manera intencionada lo hace candidato para poseer una buena intención, Kant lo denomina el actuar del deber). El hombre tiene la libertad de elegir los principios conforme a los que va a actuar, lo que lo convierte en un sujeto de la ley moral.
El mundo de la libertad (como posibilidad ontológica) es el mundo de lo humano, el mundo de la autonomía, versus el mundo de la necesidad (el mundo de la heteronomía) que gobierna al mundo natural. Obviamente la realidad no socialmente construida del ser humano, es construida con normas generalmente heteronómicas (impuestas), y no se orienta a la autonomía, aunque ese es otro problema político.
Sin embargo, el intento de Bentham por cambiar el contenido de la moralidad por un concepto más “aséptico” y menos "valorativo", no logró esa transformación por el mero hecho de acuñar un nuevo término. Es decir, aún hoy, cuando nos referimos al término deontología, seguimos obviamente, relacionando está con la ética y/o la moral. Su herencia discursiva es recogida por el filósofo y economista James Mill, y radicalizada por su ahijado, John Stuart Mill.
Bentham considera que la base de la deontología es el utilitarismo, lo que significa que los actos de las personas se consideran buenos o malos en función de la felicidad global que puedan generar. Según este marco filosófico, el fin de una acción debe ser conseguir la máxima felicidad para el mayor número de personas. De este modo, toda acción que conduzca a ese fin, será aceptada como moralmente correcta. Sin embargo, quién es o no feliz es otro debate; que además coloca en un nivel muy básico, y casi superficial, precrítico para los kantianos, al discurso de Bentham respecto del complejo sistema filosófico de Kant. Para algunos críticos de Bentham, este sólo cristalizaría en su utilitarismo una determinada forma de pensar y buscar la felicidad caracterizada por cristalizar un estereotipo antropológico propio del primer liberalismo burgués.
De acuerdo con Rosmini las ciencias filosóficas del razonamiento se dividen en dos clases. Por un lado, se encuentran las ciencias que tratan a los entes como son, estas se llaman ontológicas; mientras que las otras tratan a los entes como deben ser, llamadas deontológicas. Las ciencias deontológicas se subdividen en deontología general y deontología especial, en donde ambas vertientes abordan la perfección del ente. La deontología general se refiere a la perfección de los entes en general, como su nombre lo dice, y la deontología especial se refiere a algún ente en específico.
¿Qué es aquello a lo que podemos denominar bien en sí o bien incondicional? En nuestro contexto sociocultural actual, es la dignidad de cada persona, que debe ser admitida y garantizada jurídicamente y defendida políticamente. La dignidad es aquello que debe constituir el núcleo principal de toda ética filosófica y de toda deontología profesional que se precie.
Porfirio Barroso en el Diccionario de ciencias y técnicas de comunicación, define: “Ética es la ciencia filosófico-normativo y teórico-práctica que estudia los aspectos individuales y sociales de la persona a tenor de la moralidad de los actos humanos, bajo el prisma de la razón humana, teniendo siempre como fin el bien honesto, la honestidad”. A partir de esta definición se deducen su:

### Objeto
- Material: realidad que constituye el objeto de estudio. En ética es la persona, el ser y la configuración virtuosa o viciosa que se dé a sí o cada uno a través de las acciones. Son susceptibles de calificarse como éticas pues, las acciones humanas que son libres (dependen de la voluntad de la persona);
- Formal: Punto de vista según el cual las acciones son calificadas como buenas o malas. Se denomina moralidad y se basa en valores y normas.

### Conocimiento
Ciencia: aquello que se sabe de manera cierta y sus causas; doctrina ordenada que constituye una rama particular del saber humano;
La moral se puede justificar desde tres perspectivas: la metaética (viendo qué son los juicios morales como juicios de valor), la ética normativa y mediante la propuesta de unas reglas prácticas para la discusión, evitando el "todo está permitido".

## Metaética
Con este término se designa al estudio sobre la significación, el sentido y la evolución histórica de los conceptos éticos. En un principio se distinguen dos grandes grupos de teorías: Las cognoscitivistas o descriptivistas (dicen que podemos conocer la ética o moral en términos de conocimiento verdadero) y las no cognoscitivistas o no descriptivas (en las que no cabe conocimiento propiamente dicho)
Dentro de las descriptivistas, se distinguen las naturalistas (sostienen que los términos éticos describen propiedades observables de las cosas); con el utilitarismo como ejemplo. Y, por otro lado, las teorías no naturalistas (creen que los juicios de valor son verdaderos o falsos, pero las características de las cosas no son observables por la experiencia); con el intuicionismo como ejemplo.
Dentro de las teorías no descriptivistas, puede encontrarse el emotivismo (que sostiene que con afirmaciones morales no expresamos conocimiento, sino emociones con las que intentamos influir o incidir en las emociones y comportamientos de los demás); y el prescriptivismo (que enuncia que al hacer juicios morales no describimos las cosas "que son", sino "las que deberían ser"; es decir, expresamos imperativos, enunciamos normas).

## Ética normativa
Se distinguen las teorías deontológicas y teleológicas, y se incluye un tercer grupo: la ética de la virtud. A grandes rasgos, exponemos las principales diferencias. Las teorías deontológicas que tienen como concepto principal el "deber previamente establecido", están inspiradas en Kant. Las teorías teleológicas se basan en las consecuencias, y su corriente principal es el utilitarismo. Y, la Ética de la virtud se basa en las actitudes de las personas, con la corriente de Aristóteles como base teórica.
Puede señalarse una serie de características que conforman la Ética de la virtud, según Aristóteles. Para Aristóteles, el orden social en los modos de vida está directamente ligado con el orden natural de los mismos. Aristóteles considera que, lo bueno es hacia lo que tienden las cosas de forma natural. Dicho de otra forma, todo aquello que es natural es, según este autor, bueno.
Sin embargo, esta teoría no está libre de crítica. Es, precisamente, la absolutización de su postura la que genera más desacuerdo, ya que no podemos probar, a ciencia cierta, que lo natural puro exista.
Por otra parte, muchas cosas de las que consideramos "naturales", nos vienen dadas por la cultura. Además, no podemos olvidar el hecho de que la naturaleza evoluciona, no es estática, por lo que si ésta es susceptible de cambio, lo bueno también se vería afectado.

## Propuesta intermedia
La vía intermedia se basaría en una idea prescriptivista y también en una perspectiva deontologista. Pero esto no significa que sea incompatible con otros puntos de vista. Es una propuesta teórica, a la par que práctica. Sus principales características serían: un punto de vista moral, el diálogo, la racionalidad práctica y la coherencia y universalidad (relacionadas con la idea de imparcialidad).
Pueden señalarse una serie de características que conforman la ética kantiana.
Kant, al definir la deontología, hace referencia al deber y a las obligaciones, no nos habla de una ética relacionada con el porvenir del hombre, de sus objetivos o de sus aspiraciones en la vida, más bien, enfoca la ética a una ética del deber, la cual establece pautas de comportamiento que se deben seguir o leyes que regulan a los ciudadanos.
Se podría considerar como una ética independiente y formal si tenemos en cuenta que no ofrece contenidos, no establece pautas para llevar una vida que se pueda considerar “buena" o “mala”.
Mencionar por último, su implicación con el criterio de capacidad de universalización, que posibilita diferenciar entre máximas de tipo moral y las que no lo son.
Al igual que sucede con la teoría de Aristóteles, la teoría de Kant también es objeto de crítica:
En primer lugar, a Kant se le puede criticar que, al relacionar la ética con cómo deben hacerse las cosas, está universalizando el concepto, porque presupone que todos debemos entenderla del mismo modo. No obstante, la ética está ligada a la moral, y ésta también es particular a cada persona. Por lo tanto, probablemente el deber, no es visto igual por todos.
En segundo lugar, Kant establece cómo hay que actuar, pero no nos dice si eso es bueno o no. La ética no se refiere sólo a la forma, sino también al fondo de las cosas.
Por último, Kant olvida por completo el sentimiento humano, según él tenemos que actuar en base al deber y no sobre la base de lo que de verdad queremos hacer. En este sentido, actuar conforme al deber nos aleja de la felicidad.

## Ética y moral
Estos dos términos proceden uno del griego, êthos (carácter), y el otro del latín, mos−moris (costumbre). Ambos tienen la misma raíz semántica y por tanto la misma significación original. Por ello ética y moral, etimológicamente, se identifican y se definen como la "ciencia de las costumbres". Sin embargo, con el tiempo ambos vocablos han evolucionado hacia significaciones distintas.
El concepto de ética y el de moral están sujetos a diferentes usos dependiendo de cada autor, época o corriente filosófica. Por este motivo es necesario identificar las características de ambos términos para poder establecer las distinciones y semejanzas pertinentes.
La moral hace referencia a todas aquellas normas de conducta que son impuestas por la sociedad, se transmiten de generación en generación, evolucionan a lo largo del tiempo y poseen fuertes diferencias con respecto a las normas de otra sociedad y de otra época histórica. El fin último que persiguen estas reglas morales es orientar la conducta de los integrantes de esa sociedad.
Por su parte, la ética es el hecho real que se da en la mentalidad de algunas personas, es un conjunto de normas, principios y razones que un sujeto ha realizado y establecido como una línea directriz de su propia conducta.
En ambos casos se tratan de normas, de percepciones, y de "deber ser". Sin embargo, moral y ética presentan ciertas diferencias:
| Moral | Ética |
| --- | --- |
| Nace en el seno de una sociedad y por tanto, ejerce una influencia muy poderosa en la conducta de cada uno de sus integrantes | Surge en la interioridad de una persona, como resultado de su propia reflexión y su propia elección. Pueden coincidir o no con la moral recibida.                                                                          |
| Actúa en la conducta desde el exterior o desde el inconsciente                                                                | Influye en la conducta de una persona de forma consciente y voluntaria. |
| Ejerce presión externa y destaca su aspecto coercitivo, impositivo y punitivo                                                 | Destaca la presión del valor captado y apreciado internamente como tal. El fundamento de la norma ética es el valor, no el valor impuesto desde el exterior, sino el descubierto internamente en la reflexión de un sujeto |

Por tanto, puede afirmarse que existen tres niveles de diferenciación:
- El primer nivel reside en la Moral, es decir, en las normas de origen externo que condicionan la mentalidad del individuo.
- El segundo nivel en la ética conceptual, entendida como el conjunto de normas de origen interno, personal y autónomo.
- El tercer nivel es la ética axiológica como conjunto de normas originadas en una persona dada una reflexión previa sobre ciertos valores.

Mientras que la ética se apoya en la razón y depende de la filosofía, la moral se apoya en las costumbres y la conforman un conjunto de elementos normativos, que la sociedad acepta como válidos.
Emmanuel Derieux sostuvo que, gracias a la deontología, la ética profesional adquiere un reconocimiento público; y es que la moral individual se hace trascendente en el campo de la profesión. La deontología surge como una disciplina que se ocupa de concretar normas en el ámbito profesional para alcanzar unos fines.

## Ética profesional
Definición "Deontología" equivale a "tratado o ciencia del deber" constituido por los vocablos griegos deontos, genitivo de deon, que significa deber y logos, equivalente a "discurso tratado" fue empleado por vez primera por el filósofo inglés, de la escuela utilitarista, Jeremías Bentham, la que expone "de lo que es correcto", "lo que debería ser" tanto a nivel privado como público.
La Deontología actualmente se remite, fundamentalmente, al estudio de los deberes que surgen en el desempeño de profesiones las cuales son consideradas de interés públicos, los cuales requieren un vínculo con el cliente. También aporta desarrollo profesional una perspectiva de exigencias éticas objetivas, radicadas en el ser humano, su dignidad y en la naturaleza y función de su profesión se encuentren codificados o no estos deben ser respetados.
Por lo tanto La ética Profesional, es la conciencia moral de todo ser humano este sirve de motor, freno o dirección esto depende de los casos al momento de actuar, lo que permite no incurrir en conductas equivocadas en su comportamiento profesional, la ética no solo regula lo que debe hacer o no, sino, también cómo debe hacer. El proceder bajo las normas éticas permite resolver tales situaciones sin choques de conciencia.
Debido a una evolución se confunde ética con moral pero existe una gran diferencia. La moral; enseña reglas a seguir para hacer el bien y evitar el mal. En cambio la ética; es “Aquella parte filosófica que trata de la moral y de las obligaciones del hombre”. Por lo que se requiere que los profesionales cuenten con el sentido de profesión debido a que esta busca realizar un bien o finalidad. Algo indispensable para la vida social.
Para su realización exige el cultivo de hábitos o excelencias por parte del sujeto y la acción que realiza, por último la actividad profesional no es una actividad aislada sino comunitaria por lo que es importante que el profesional ofrezca un servicio justo y realización de una buena labor, es lo que corresponde y resulta un bien para los clientes.

## Deontología y el consecuencialismo
La deontología y el consecuencialismo son tipos de teorías éticas. Ambos modelos éticos suponen concepciones distintas sobre lo "bueno" o el valor moral. La deontología está basada en principios para la acción, en las obligaciones que caen sobre un agente moral (por ejemplo, decir la verdad), mientras que el consecuencialismo busca dar respuesta al valor moral en las consecuencias de una acción moral (por ejemplo, un mayor beneficio o placer para muchos).
Durante los últimos cuarenta años el consecuencialismo ha evolucionado a tal grado que hoy comparte rasgos importantes con teorías deontológicas; sin embargo, existe una divergencia inevitable entre los dos. Esta disparidad se observa en las dimensiones genuinas de la razón práctica humana.
Existen diversas posiciones deontológicas, que se distinguen por las siguientes características estructurales:
- Restricción relativa a agentes: Defiende que el individuo no debe hacer algo prohibido por una máxima por encima de que otros lo hagan.
- Restricción relativa al tiempo: Defiende que el individuo no haga algo prohibido en este momento por encima de que lo haga en otro momento.
- Distinción acto/omisión: Existen dos posiciones relativas a esto. A) Defiende no causar daños por encima de evitarlos. B) Defiende no privar de beneficios sobre impedir que se eviten.
- Principio del doble efecto: Defiende actuar de forma justificada para conseguir un fin suficientemente importante sobre evitar que ocurra algo que sería injustificado ocasionar de forma deseada.
- Prioridad de los efectos directos sobre los indirectos: Defiende ocasionar algo positivo directamente o no ocasionar algo negativo directamente sobre no ocasionar algo negativo indirectamente o ocasionar algo positivo directamente.
- Prioridad de la asistencia sobre la prevención: defiende asistir a quien sufre un daño sobre prevenir que se sufra dichos daños.
- Deontologismo negativo: defiende impedir lo negativo sobre promover lo positivo.